# David Cecil (Schriftsteller)

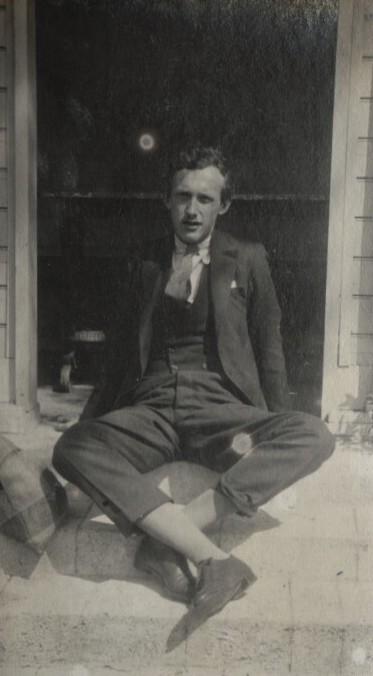
David Cecil (1923) – britischer Schriftsteller

Lord Edward Christian David Gascoyne-Cecil CH (* 9. April 1902 in Hatfield House, Hertfordshire, England; † 1. Januar 1986 in Cranborne, Dorset, England) war ein britischer Hochschullehrer und Schriftsteller, der für seine unter dem Titel The Stricken Deer: or The Life of Cowper erschienene Biografie über William Cowper 1929 den Hawthornden-Preis und den  James Tait Black Memorial Prize erhielt.

## Leben
Er stammt aus der Adelsfamilie Cecil und war das jüngste Kind des James Gascoyne-Cecil, 4. Marquess of Salisbury, aus dessen Ehe mit Lady Cicely Gore, Tochter des Arthur Gore, 5. Earl of Arran. Als jüngerer Sohn eines Marquess führte er die Höflichkeitsanrede „Lord“.
Nach dem Besuch des Eton College studierte er am Christ Church der University of Oxford und war nach Beendigung des Studiums zwischen 1924 und 1930 Fellow am dortigen Wadham College. Bereits während der dortigen Tätigkeit verfasste er unter dem Titel The Stricken Deer: or The Life of Cowper eine 1929 erschienene Biografie über den Dichter William Cowper, für die er 1929 den Hawthornden-Preis sowie den James Tait Black Memorial Prize erhielt. In den 1930er Jahren war er Mitglied des Inklings, einem literarische Diskussionskreis christlich geprägter Männer, der sich an der University of Oxford um den Dozenten und Schriftsteller C. S. Lewis bildete.
Zwischen 1939 und 1969 war er Fellow am New College der Universität Oxford und wurde danach Honorary Fellow. Daneben nahm er 1947 zunächst den Ruf auf eine Professur für Rhetorik am Gresham College an, wechselte aber bereits 1948 als Professor für englische Literatur an der University of Oxford und lehrte dort bis 1970. Während seiner akademischen Laufbahn veröffentlichte Cecil Studien über Shakespeare, Thomas Gray, Dorothy Osborne und Walter Pater.
Sein bedeutendstes Werk war allerdings die 1978 veröffentlichte Biografie von Jane Austen mit dem Titel A Portrait of Jane Austen. Als Schriftsteller und Biograf verband Cecil gelehrte Akkuratesse mit dem Eleganz des Sprachstils und wurde weitgehend gewürdigt für sein instinktives Gespür für die eine vom städtischen Stil geprägte Erzähltechnik. Durch die Vermeidung des Komplexen und Abstrakten hielt er seine Arbeiten stets eng zur Handlung und in Beziehung zu den beteiligten Charakteren, so dass seine nicht unbedingt originellen Werke stets frisch und lesbar waren.
Eine eigene literarische Würdigung erhielt er in den 1990 veröffentlichten Memoiren Best Friends des Schriftstellers Julian Fane.
1969 wurde Cecil in die American Academy of Arts and Sciences gewählt.

## Werke
- Sir Walter Scott: The Raven Miscellany (1933)
- Early Victorian Novelists : essays in revaluation (1934)
- Jane Austen (1936)
- The Young Melbourne and the Story of his Marriage with Caroline Lamb (1939)
- The English Poets (1941)
- The Oxford Book of Christian Verse, Herausgeber (1941)
- Men of the R.A.F., Mitautor William Rothenstein (1942)
- Hardy the Novelist: an Essay in Criticism (1942)
- Antony and Cleopatra, the fourth W. P. Ker memorial lecture delivered in the University of Glasgow, 4 May, 1943 (1944)
- Poetry of Thomas Gray (1945)
- Two Quiet Lives, Biografie über Dorothy Osborne and Thomas Gray (1948)
- Poets & Story-tellers, Essays (1949)
- Reading as One of the Fine Arts (1949), Antrittsvorlesung an der University of Oxford am 28. Mai 1949
- Lord M, or the Later Life of Lord Melbourne (1954)
- Walter Pater–the Scholar Artist (1955)
- Augustus John: Fifty-two Drawings (1957)
- The Fine Art of Reading and Other Literary Studies (1957)
- Modern Verse in English 1900–1950, Mitherausgeber  Allen Tate (1958)
- Max, Biografie über Max Beerbohm (1964)
- The Bodley Head Beerbohm, Herausgeber (1970)
- Max Beerbohm: Selected Prose, Herausgeber (1970)
- Visionary and Dreamer : two poetic painters : Samuel Palmer and Edward Burne-Jones (1969)
- A Choice of Tennyson's Verse, Herausgeber (1971)
- The Cecils of Hatfield House: a Portrait of an English Ruling Family (1973)
- Walter de la Mare (1973)
- A Victorian Album: Julia Margaret Cameron and her Circle, Mitautor Graham Ovenden (1975)
- Library Looking-Glass, Anthologie (1975)
- Lady Ottoline's Album (1976)
- A Portrait of Charles Lamb (1983)
- Desmond MacCarthy, the Man and His Writings, Herausgeber (1984)
- Some Dorset Country Houses (1985)

in deutscher Sprache
- Die große Angst oder Das Leben William Cowpers, Originaltitel The Stricken Deer: or The Life of Cowper, 1947
- Lord M. : Der Premier der jungen Queen, Originaltitel Lord M. or the later life of Lord Melbourne, 1956